# Caso Nigrisoli
Il caso Nigrisoli o delitto del curaro è un caso di omicidio commesso il 14 marzo 1963 a Bologna dal medico Carlo Nigrisoli (n.1925) a danno di sua moglie Ombretta Galeffi (n.1925) nella Casa di cura di famiglia in vicolo Malgrado, 11.

## Storia

### Antefatti
Carlo Nigrisoli nacque a Torino il 25 marzo 1925, figlio di Pietro e Virginia Rasi. Il nonno Bartolo Nigrisoli aveva fondato all'inizio del secolo la Casa di cura Nigrisoli, tuttora in attività; alla morte del nonno Bartolo la clinica passò nelle mani del padre Pietro. Carlo studiò medicina all'Università di Bologna, dove conobbe Jacopo Galeffi di San Piero in Bagno, nell'Appennino tosco-romagnolo: egli aveva una sorella, Ombretta, che Nigrisoli cominciò a frequentare nel 1947 e di cui si innamorò perdutamente, nonostante l'opposizione del padre. I due si sposarono nel 1950 e dal matrimonio nacquero i tre figli Guido, Raffaele e Anna. Ombretta era una persona introversa, semplice e timida, mentre Carlo desiderava avere una vita meno monotona: appassionato di motonautica e corse automobilistiche, amava partecipare a serate scollacciate nei locali Esedra, Mundo de Noche, Guarany e Capannina. 
Dopo undici anni di matrimonio entrambi si accorsero che il rapporto era cambiato; inoltre Carlo poi non si sentiva a suo agio come urologo e preferiva occuparsi di contabilità nella clinica privata di famiglia, che diventò anche la loro casa. Nel 1960 Carlo trovò un'amante, la ventunenne Iris Azzali, detta la "Kim Novak di Casalecchio", conosciuta durante una visita; ma la storia finì poco dopo.

### L'omicidio
Alle 23 il professor Pietro Nigrisoli, che si trovava all'interno della sua casa di cura, fu richiamato nelle stanze del figlio da un insolito trambusto: vide sua nuora Ombretta Galeffi agonizzante nel letto, accanto a lei c'erano suo figlio Carlo e un altro medico, il dottor Carlo Frascaroli. Ombretta morì poco dopo e il professor Pietro Nigrisoli comunicò la notizia al padre di Ombretta aggiungendo che  si era uccisa nonostante si fosse tentato di salvarla. L'esame del cadavere per scoprire le cause del decesso evidenziò che non c'era sangue ma solo la traccia di un'iniezione. Testimoni hanno riferito che il professor Pietro ebbe un litigio con il figlio Carlo incolpandolo della morte della donna. 
Dopo qualche incertezza iniziale, poi l'autopsia stabilì che la morte era da attribuirsi a degenerazione acuta del miocardio ed edema polmonare causata da sincuranina, di cui furono trovate tracce anche nell'urina di Ombretta. Si trattava di un derivato del curaro, disponibile nella clinica perché utilizzato giornalmente per gli interventi chirurgici. Ombretta fu tumulata a Ravenna nella tomba di famiglia.

### L'inchiesta e il processo
Carlo Nigrisoli raccontò fin da subito che si era coricato a letto insieme a sua moglie nell'appartamento annesso alla clinica alle 22, che si era svegliato mezz'ora dopo aver sentito respirare affannosamente Ombretta e che aveva avvertito subito il personale della clinica. Disse anche di aver notato sopra al comodino una fialetta usata di sincuranina e una siringa; nel suo racconto quindi Ombretta si sarebbe  uccisa iniettandosi il veleno. Lui disse anche che aveva tentato di salvarla iniettandole un cardiotonico ma sul cadavere non venne trovato un secondo foro (anche se sul comodino erano state effettivamente trovate due siringhe: una delle quali era vuota mentre l'altra , benché lavata affrettatamente, conservava tracce di sincurarina). La ricostruzione appurò che Ombretta soffriva di cefalea e insonnia a cui si erano aggiunti problemi cardiaci per cui il dottor Frascaroli le aveva prescritto dei sedativi che Carlo si occupava di iniettare ogni sera. Secondo l'accusa Carlo la sedava ogni sera con piccole dosi di sincuranina ma poi era passato alla dose mortale. 
Carlo Nigrisoli dopo 44 udienze venne condannato il 15 febbraio 1965 dalla Corte d'Assise di Bologna all'ergastolo per uxoricidio, poi in Appello ebbe la pena ridotta a 24 anni, confermata definitivamente in Cassazione nel 1969. 
Nel 1973 fu respinta la sua richiesta di grazia, nel 1979 ottenne la semilibertà e uscii dal carcere nel 1988, l'11 dicembre 1993 si risposò con una vedova, Maria Pezzi di quasi vent'anni più giovane.  Morì a Bologna l'11 ottobre 2006 all'età di 80 anni dopo aver trascorso dopo il secondo matrimonio una vita sempre riservata.

## Influenza culturale
- Achille Melchionda ha scritto il libro Il delitto Nigrisoli. Il caso che negli anni '60 sconvolse Bologna e l'Italia intera riguardante la vicenda.
- Il delitto del curaro è nella seconda stagione del programma Delitti[3].